# Aino Angerkoski

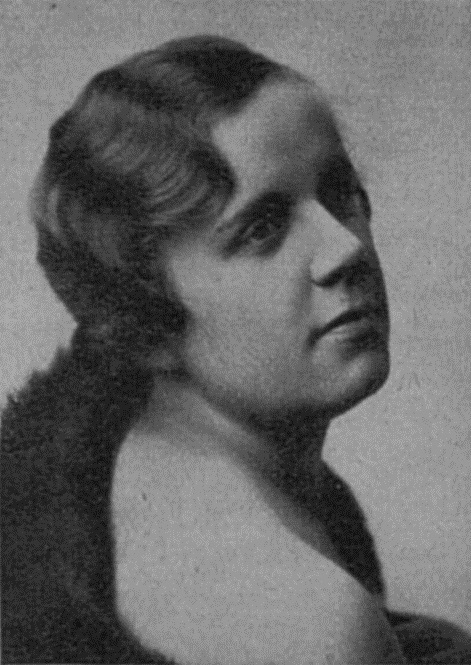
Aino Angerkoski 1932.

Aino Elina Angerkoski, ursprungligen Ålfors, född 9 januari 1898 i Sankt Petersburg, död 30 mars 1974 i Helsingfors, var en finländsk sångerska och skådespelare. Hon var syster till skådespelaren Kaarlo Angerkoski, som var gift med skådespelerskan Siiri Angerkoski.
Efter ryska revolutionen flyttade familjen till Terijoki. Angerkoski debuterade som altsångerska 1932 och fick senare anställning vid Nationaloperan och radiokören. Utanför scenen arbetade hon på Helsingforspolisens adressavdelning. Angerkoski var mycket begåvad i språk och talade förutom finska och svenska, också franska och ryska. Mellan 1935 och 1945 gjorde sportjournalisten och militären Reino Palmroth 66 radiorevyer, i vilka Angerkoski spelade tillsammans med Aapo Similä och ingenjören Karl Löfström.
1936 gjorde Angerkoski 12 skivinspelningar i sällskap av Aapo Similä, Armas Hanttu, Elli Ranta och Gustav Nieminen. Som skådespelare medverkade Angerkoski i 26 filmer.

## Filmografi
- Finskt blod, 1937
- Tulitikkuja lainaamassa, 1938
- Syyllisiäkö?, 1938
- Vieras mies tuli taloon, 1938
- Nummisuutarit, 1938
- Under knutpiskan, 1939
- Halveksittu, 1939
- SF-paraati, 1940
- Lapseni on minun..., 1940
- Ketunhäntä kainalossa, 1940
- Viimeinen vieras, 1941
- Onni pyörii, 1942
- August järjestää kaiken, 1942
- Puck, 1942
- Förbjudna stunder, 1943
- Nuoria ihmisiä, 1943
- Ballaadi, 1944
- Sylvi, 1944
- Kartanon naiset, 1944
- Kirkastuva sävel, 1946
- Särkelä itte, 1947
- Kipparikvartetti, 1952
- 2 hauskaa vekkulia, 1953
- Pikku Iloa ja hänen karitsansa, 1957
- Kertokaa se hänelle..., 1961
- Akat pyykkirannassa eli täältä pesee, 1967